# Grdelica (selo)
Grdelica (selo) (en serbe cyrillique : Грделица (село)) est une localité de Serbie située sur le territoire de la Ville de Leskovac, district de Jablanica. Au recensement de 2011, elle comptait 1 056 habitants.
Grdelica (selo) est officiellement classée parmi les villages de Serbie.

## Démographie
| 1948  | 1953 | 1961  | 1971  | 1981  | 1991  | 2002  | 2011  |
| ----- | ---- | ----- | ----- | ----- | ----- | ----- | ----- |
| 1 000 | 978  | 1 137 | 1 255 | 1 305 | 1 228 | 1 172 | 1 056 |

|  |